# Vlag van Itter
De vlag van Itter is op 17 juli 1998 bij raadsbesluit vastgesteld als de vlag van de Waals-Brabantse gemeente Itter. De vlag kan als volgt worden beschreven:
Groen met een witte leeuw, gewapend, wegkwijnend en geel gekroond.
De vlag werd pas op 11 september 1998 bevestigd door de Franse Gemeenschapsregering. De vlag is gelijk aan het rechterdeel uit het gemeentewapen.